# منتخب فيجي تحت 20 سنة لاتحاد الرغبي
منتخب فيجي تحت 20 سنة لاتحاد الرغبي هو ممثل فيجي تحت 20 سنة الرسمي في المنافسات الدولية في اتحاد الرغبي
.

## وصلات خارجية
- الموقع الرسمي